# Sífutás a 2006. évi téli olimpiai játékokon
A 2006. évi téli olimpiai játékokon a sífutás versenyszámait Pragelatóban rendezték meg február 11. és 26. között.
A férfiaknak és a nőknek egyaránt 6–6 versenyszámot rendeztek.

## Részt vevő nemzetek
A versenyeken 53 nemzet 307 sportolója vett részt.
- Algéria (ALG) (1)
- Andorra (AND) (1)
- Argentína (ARG) (1)
- Ausztrália (AUS) (3)
- Ausztria (AUT) (7)
- Bosznia-Hercegovina (BIH) (2)
- Brazília (BRA) (2)
- Bulgária (BUL) (1)
- Csehország (CZE) (11)
- Costa Rica (CRC) (1)
- Dél-afrikai Köztársaság (RSA) (1)
- Egyesült Államok (USA) (16)
- Észtország (EST) (12)
- Etiópia (ETH) (1)
- Fehéroroszország (BLR) (7)
- Finnország (FIN) (13)
- Franciaország (FRA) (11)
- Görögország (GRE) (2)
- Horvátország (CRO) (4)
- India (IND) (1)
- Irán (IRI) (1)
- Írország (IRL) (1)
- Japán (JPN) (9)
- Kanada (CAN) (12)
- Kazahsztán (KAZ) (17)
- Kenya (KEN) (1)
- Kína (CHN) (20)
- Dél-Korea (KOR) (4)
- Lengyelország (POL) (3)
- Lettország (LAT) (4)
- Liechtenstein (LIE) (1)
- Litvánia (LTU) (2)
- Magyarország (HUN) (2)
- Moldova (MDA) (2)
- Mongólia (MGL) (2)
- Macedónia (MKD) (1)
- Németország (GER) (11)
- Nepál (NEP) (1)
- Norvégia (NOR) (16)
- Olaszország (ITA) (17)
- Oroszország (RUS) (18)
- Örményország (ARM) (2)
- Portugália (POR) (1)
- Románia (ROU) (3)
- Svájc (SUI) (9)
- Spanyolország (ESP) (5)
- Svédország (SWE) (15)
- Szerbia és Montenegró (SCG) (2)
- Szlovákia (SVK) (6)
- Szlovénia (SLO) (5)
- Thaiföld (THA) (1)
- Törökország (TUR) (3)
- Ukrajna (UKR) (12)

## Éremtáblázat
(A rendező nemzet csapata eltérő háttérszínnel, az egyes számoszlopok legmagasabb értéke, vagy értékei vastagítással kiemelve.)
| A 2006. évi téli olimpiai játékok éremtáblázata sífutásban | A 2006. évi téli olimpiai játékok éremtáblázata sífutásban | A 2006. évi téli olimpiai játékok éremtáblázata sífutásban | A 2006. évi téli olimpiai játékok éremtáblázata sífutásban | A 2006. évi téli olimpiai játékok éremtáblázata sífutásban | Olimpia  |
| ---------------------------------------------------------- | ---------------------------------------------------------- | ---------------------------------------------------------- | ---------------------------------------------------------- | ---------------------------------------------------------- | -------- |
|                                                            | Ország                                                     | Arany                                                      | Ezüst                                                      | Bronz                                                      | Összesen |
| 1.                                                         | Svédország (SWE)                                           | 3                                                          | 0                                                          | 2                                                          | 5        |
| 2.                                                         | Észtország (EST)                                           | 3                                                          | 0                                                          | 0                                                          | 3        |
| 3.                                                         | Oroszország (RUS)                                          | 2                                                          | 2                                                          | 3                                                          | 7        |
| 4.                                                         | Olaszország (ITA)                                          | 2                                                          | 0                                                          | 2                                                          | 4        |
| 5.                                                         | Csehország (CZE)                                           | 1                                                          | 2                                                          | 0                                                          | 3        |
| 6.                                                         | Kanada (CAN)                                               | 1                                                          | 1                                                          | 0                                                          | 2        |
|                                                            |                                                            |                                                            |                                                            |                                                            |          |
| 7.                                                         | Norvégia (NOR)                                             | 0                                                          | 3                                                          | 1                                                          | 4        |
| 7.                                                         | Németország (GER)                                          | 0                                                          | 3                                                          | 1                                                          | 4        |
| 9.                                                         | Franciaország (FRA)                                        | 0                                                          | 1                                                          | 0                                                          | 1        |
|                                                            |                                                            |                                                            |                                                            |                                                            |          |
| 10.                                                        | Ausztria (AUT)                                             | 0                                                          | 0                                                          | 1                                                          | 1        |
| 10.                                                        | Finnország (FIN)                                           | 0                                                          | 0                                                          | 1                                                          | 1        |
| 10.                                                        | Lengyelország (POL)                                        | 0                                                          | 0                                                          | 1                                                          | 1        |
|                                                            |                                                            |                                                            |                                                            |                                                            |          |
| Összesen                                                   | Összesen                                                   | 12                                                         | 12                                                         | 12                                                         | 36       |

## Versenyszámok

### Férfi
Sprint
A francia Darragon minden futamban összekerült a svéd Linddel, és minden futamban Lind lett az első és Darragon a második. Ennek megfelelően a svédeké lett az aranyérem, míg hatalmas meglepetésre a francia Darragoné az ezüst. A francia versenyzőnél már a döntőbe jutás is nagy bravúrnak számított, de ezt még tetézte a döntőbeli nagyszerű teljesítményével. A svéd Fredriksson megnyerte ugyan a második elődöntőt, de az utolsó futamban csak harmadik lett, így bronzéremmel zárt.
15 km klasszikus
A német Angerer kezdte legjobban a távot, és az első időmérő pontnál (4,9 km) még 7 másodperccel vezetett az észt Veerpalu előtt. A középső szakaszt azonban nagyon megnyomta az észt, és a 9,9 km-es ellenőrző ponthoz már ő ért a legjobb idővel. Ekkor még nem egészen 3 másodperces volt az előnye a cseh Bauerrel szemben, ám ez az előny a táv végére majdnem 15 másodpercre nőtt. Így Veerpalu győzelme magabiztosnak mondható. Bauer révén a cseheké lett az ezüst-, míg Angerer révén a németeké a bronzérem.
15 + 15 km
A verseny első 15 km-ét klasszikus stílusban kellett a versenyzőknek lefutniuk, a másodikat pedig szabad stílusban. A klasszikus rész után a cseh Bauer vezetett, ő a norvég Aukland és az olasz Piller Cottrer követte. Váltáskor még senki nem gondolta, hogy a harmincadikként érkező orosz Gyementyjev lesz végül az olimpiai bajnok. Mivel az orosz elképesztően jól futott a szabad stílusú részen, így egy nagyon szoros befutóval megszerezte az elsőséget. Minimális különbséggel érkezett mögötte a norvég Estil, aki az első 15 km után még csak a 14-dik volt. Gyementyjevhez képest még mindig egy másodpercen belül érkezett a hazaiak nagy kedvence, Piller Cottrer, aki mindkét stílusban jól futott.
50 km tömegrajtos
férfiak leghosszabb versenye nagyon izgalmas küzdelmet hozott. Sokat elárul erről, hogy a nagy táv ellenére az első 11 helyezett 10 másodpercen belüli különbséggel ért célba. A verseny az olasz di Centa nyerte, aki nagyszerűen osztotta be erejét, ezzel hatalmas örömet szerzett a hazai közönségnek az olimpia utolsó napján. Minimális különbséggel érkezett mögötte a 30 km-es verseny olimpiai bajnoka, Gyementyjev, és a honosított osztrák Botwinov.
Csapatsprint
A svéd Thobias Fredriksson kiegyensúlyozott, de nem kiemelkedő teljesítményt nyújtott, csapattársa Björn Lind azonban óriási hajrával a férfiak sprintváltóját is behozta az első helyre. Nagyjából fél órával a svéd nők sikere után megszületett az olimpia második svéd aranya is. Lind a végén Tor Arne Hetlandot utasította maga mögé, vagyis a norvégoké lett az ezüstérem. Heland csapattársa, Jens Arne Svartedal futotta az egész mezőnyben a legjobb időt, de ez is kevés volt az aranyéremhez. A bronzéremért nem volt nagy csata, az orosz csapat magabiztosan szerezte meg a harmadik helyet.
4 × 10 km-es váltó
Az első váltásnál még meglepetésre a kanadai váltó állt az élen, de később az esélyesebb csapatok vették át a vezetést. A cseh Bauer nagyszerűt futott második emberként, így a csehek harmadik embere az élről rajtolhatott. (Így sem Bauer volt a leggyorsabb a második emberek közül, hiszen az orosz Rocsev és az észt Veerpalu is jobban futott nála, csak ők jóval hátrébb vették át a stafétát.) A harmadik szakaszon az olasz Piller Cottrer volt a leggyorsabb a svéd Sødergren előtt, így az utolsó váltáskor az olaszok vezettek a svédek és a németek előtt. Végül az olaszok megtartották a vezetést Zorzi révén, miközben a német Angerer nagy izgalmak közepette lehajrázta svéd vetélytársát, Fredrikssont.

### Női
Sprint
A kanadai Crawford minden futamát megnyerte, a negyeddöntőkben és az elődöntőkben is övé volt a legjobb idő az összes futamot tekintve. Ennek megfelelően a döntőt is megnyerte, a német Künzel előtt, aki egyébként az első elődöntőből elsőként jutott tovább. A bronzérem az orosz Szigykóé lett.
10 km klasszikus
Ez a versenyszám hozta az első duplázást az olimpián, hiszen az észt Smigun második aranyérmét nyerte. Sokáig a kanadai Renner vezetett, de végül nemhogy érem nem jutott neki, még pontszerző hely sem. A norvég Bjørgen végig a második-harmadik helyen futott, és egy jó hajrával be is biztosította az ezüstérmet. Mindössze 1,3 másodperccel előzte meg honfitársát Pedersent, aki az első időmérő pontnál (2,6 km) még csak a tizenharmadik helyen állt.
7,5 + 7,5 km
A verseny előtt kizárták a német Evi Sachenbachert, mégis sok esélyessel állt rajthoz a verseny az olimpia második napján. A címvédő kanadai Becky Scott és a fő esélyesnek tartott norvég Marit Björgen azonban egyaránt lemaradt az első 7,5 kilométeren, ahol klasszikus stílusban kellett futni. A táv második felére, a szabad stílusú körökre az addigra szétszakadozó mezőny újra összeállt, Smigun és Neumannova azonban nagyon erős tempót diktálva mindenkit leszakított. Az aranyérem közöttük dőlt el az erejét jobban beosztó és kicsit jobban taktikázó észt versenyző javára.
30 km tömegrajtos
Az érmek sorsa csak a célegyenesben dőlt el, ugyanis 3 versenyző szinte egyszerre ért az utolsó száz méterhez. Köztük volt a verseny elején vezető orosz Csepalova, a verseny utolsó harmadában felzárkozó lengyel Kowalczyk, és a végig jól taktikázó cseh Neumannova. A befutóra a cseh versenyzőnek maradt a legtöbb ereje, így övé lett az aranyérem. A lengyel versenyző az utolsó méterekre elfáradt, így Csepalova szerezte meg az ezüstöt, Kowalczyk pedig a bronzot.
Csapatsprint
A svéd csapat nagyszerű teljesítménnyel nyerte a számot, Lina Andersson nagyszerűen hajrázott, míg csapattársa Anna Dahlberg kiegyensúlyozottan futott. Szükség is volt Andersson hajrájára, hiszen a kanadaiak az utolsó pillanatig ott lihegtek a nyomukban, ám végül a célegyenesben alulmaradtak a nemes küzdelemben. A finneknél Saarinen kimagaslóan futott, ám csapattársa Kuitunen nem tudott ezen a szinten teljesíteni, így a finneknek csak a bronzérem jutott.
4 × 5 km-es váltó
Az első emberek után óriási meglepetésre még a japán nők vezettek, szorosan mögöttük a finnekkel és norvégokkal. A finnek második embere Kuitunen volt, aki már első helyen hozta csapatát a második váltáskor. Mögötte a norvégok és a németek váltottak dobogós helyen. A harmadik emberek közül az orosz Csepalova futott a leggyorsabban, így az oroszok a negyedik helyről vágtak neki az utolsó 5 km-nek. 15 km után a németek vezettek a norvégok és a svédek előtt. Nagy meglepetésre a norvégok utolsó embere Bjørgen csak a kilencedik legjobb időt teljesítette, így a norvégok elestek az éremtől. Az oroszok utolsó emberük révén megszerezték az első helyet, ugyanis a cseh Neumannováé volt a legjobb idő az utolsó szakaszon, de Jevgenyija Medvegyeva lett a második, ami elég volt a csapataranyhoz. Az ezüstéremért az olaszok és a németek vívtak nagy csatát, amiből a németek kerültek ki győztesen, mindössze egy másodperccel megelőzve az olaszokat.

## Érmesek

### Férfi
| A 2006. évi téli olimpiai játékok érmesei férfi sífutásban |                                                                                                |           |                                                                                           |           |                                                                                         |           |
| Versenyszám                                                | Arany                                                                                          | Arany     | Ezüst                                                                                     | Ezüst     | Bronz                                                                                   | Bronz     |
| 15 km, klasszikus stílus                                   | Andrus Veerpalu · Észtország (EST)                                                             | 38:01,3   | Lukáš Bauer · Csehország (CZE)                                                            | 38:15,8   | Tobias Angerer · Németország (GER)                                                      | 38:20,5   |
| 30 km, üldözőverseny                                       | Jevgenyij Gyementyjev · Oroszország (RUS)                                                      | 1:17:00,8 | Frode Estil · Norvégia (NOR)                                                              | 1:17:01,4 | Pietro Piller Cottrer · Olaszország (ITA)                                               | 1:17:01,7 |
| 50 km, szabadstílus                                        | Giorgio Di Centa · Olaszország (ITA)                                                           | 2:06:11,8 | Jevgenyij Gyementyjev · Oroszország (RUS)                                                 | 2:06:12,6 | Mikhail Botvinov · Ausztria (AUT)                                                       | 2:06:12,7 |
| 4 × 10 km, váltó                                           | Olaszország (ITA) · Fulvio Valbusa · Giorgio Di Centa · Pietro Piller Cottrer · Cristian Zorzi | 1:43:45,7 | Németország (GER) · Andreas Schlütter · Jens Filbrich · René Sommerfeldt · Tobias Angerer | 1:44:01,4 | Svédország (SWE) · Mats Larsson · Johan Olsson · Anders Södergren · Mathias Fredriksson | 1:44:01,7 |
| Egyéni sprint                                              | Björn Lind · Svédország (SWE)                                                                  | 2:26,5    | Roddy Darragon · Franciaország (FRA)                                                      | 2:27,1    | Thobias Fredriksson · Svédország (SWE)                                                  | 2:27,8    |
| Csapatsprint                                               | Svédország (SWE) · Thobias Fredriksson · Björn Lind                                            | 17:02,9   | Norvégia (NOR) · Jens Arne Svartedal · Tor-Arne Hetland                                   | 17:03,5   | Oroszország (RUS) · Ivan Alipov · Vaszilij Rocsev                                       | 17:05,2   |

### Női
| A 2006. évi téli olimpiai játékok érmesei női sífutásban | |           |                                                                                              |           |                                                                                                |           |
| Versenyszám                                              | Arany | Arany     | Ezüst                                                                                        | Ezüst     | Bronz                                                                                          | Bronz     |
| 10 km, klasszikus stílus                                 | Kristina Šmigun-Vähi · Észtország (EST)                                                                               | 27:51,4   | Marit Bjørgen · Norvégia (NOR)                                                               | 28:12,7   | Hilde Gjermundshaug Pedersen · Norvégia (NOR)                                                  | 28:14,0   |
| 15 km, üldözőverseny                                     | Kristina Šmigun-Vähi · Észtország (EST)                                                                               | 42:48,7   | Kateřina Neumannová · Csehország (CZE)                                                       | 42:50,6   | Jevgenyija Medvegyeva-Arbuzova · Oroszország (RUS)                                             | 43:03,2   |
| 30 km, szabadstílus                                      | Kateřina Neumannová · Csehország (CZE)                                                                                | 1:22:25,4 | Julija Csepalova · Oroszország (RUS)                                                         | 1:22:26,8 | Justyna Kowalczyk · Lengyelország (POL)                                                        | 1:22:27,5 |
| 4 × 5 km, váltó                                          | Oroszország (RUS) · Natalja Baranova-Maszalkina · Larisza Kurkina · Julija Csepalova · Jevgenyija Medvegyeva-Arbuzova | 54:47,7   | Németország (GER) · Stefanie Böhler · Viola Bauer · Evi Sachenbacher-Stehle · Claudia Künzel | 54:57,7   | Olaszország (ITA) · Arianna Follis · Gabriella Paruzzi · Antonella Confortola · Sabina Valbusa | 54:58,7   |
| Egyéni sprint                                            | Chandra Crawford · Kanada (CAN)                                                                                       | 2:12,3    | Claudia Künzel-Nystad · Németország (GER)                                                    | 2:13,0    | Aljona Szigyko · Oroszország (RUS)                                                             | 2:13,2    |
| Csapatsprint                                             | Svédország (SWE) · Lina Andersson · Anna Dahlberg                                                                     | 16:36,9   | Kanada (CAN) · Sara Renner · Beckie Scott                                                    | 16:37,5   | Finnország (FIN) · Virpi Kuitunen · Aino-Kaisa Saarinen                                        | 16:39,2   |